# Saint-Pierre-de-Coutances
Saint-Pierre-de-Coutances település Franciaországban, Manche megyében. Lakosainak száma 396 fő (2022. január 1.). Saint-Pierre-de-Coutances Coutances, Bricqueville-la-Blouette, Courcy, Nicorps, Orval-sur-Sienne és Saussey községekkel határos.

## Népesség
A település népessége az elmúlt években az alábbi módon változott:
| Lakosok száma | 186  | 331  | 345  | 378  | 420  | 422  | 408  | 414  | 413  | 396  |
|               | 1968 | 1982 | 1990 | 2006 | 2013 | 2015 | 2017 | 2019 | 2020 | 2022 |